# Járműspecifikus teljesítmény
A járműspecifikus teljesítmény (angolul vehicle-specific power, továbbiakban VSP) egy jármű pillanatnyi teljesítményigényének és tömegének hányadosa. Mértékegysége Watt/kg vagy pedig kiloWatt/tonna.
Fő alkalmazása az üzemanyagfogyasztás és a szén-dioxid-kibocsátás megbecsülése belső égésű motorral (benzin-, dízelüzem) rendelkező járműveknél. A VSP segítségével kiszámolt fogyasztás és kibocsátás viszonylag pontos értékeket ad, így használható például egy adott úton tapasztalt környezetszennyezés megbecsüléséhez, vagy útvonaltervező alkalmazásoknál a leginkább környezetkímélő útvonal kiszámolásához.
A képletet J. L. Jiménez vezette be a Massachusetts Institute of Technology-n 1998-ban tartott doktori disszertációjában; később finomították, továbbá megközelítéseket is bevezettek. A VSP-t használják elsődleges mérőszámként például az Egyesült Államok Környezetvédelmi Ügynöksége által fejlesztett MOVES (MOtor Vehicle Emissions Simulator) járműkibocsátási modelljében.

## Meghatározása
Jiménez eredeti képlete:
{\displaystyle {VSP}={\frac {P}{m}}={\frac {{\operatorname {d}  \over \operatorname {d} t}(E_{m}+E_{h})+(F_{g}+F_{a}+F_{b})\cdot v}{m}}}
Ahol P a teljesítményt (W), m a jármű tömegét (kg), v a sebességét (m/s) jelöli; Em és Eh a mozgási és helyzeti energiát, Fg, Fa, Fb a gördülési, aerodinamikai, belső erőket.
Kifejtve:
{\displaystyle {VSP}=[(C_{g}+sin{\alpha })\cdot {g}+(1+C_{f})\cdot {a}]\cdot {v}+0.5{\rho }{\frac {C_{a}\cdot {A}}{m}}\cdot {v}\cdot ({v}+v_{m})^{2}}
Ahol v a sebesség, vm a szélkomponens, a a gyorsulás, α az út meredeksége (pozitív = emelkedő, negatív = lejtő), g a gravitációs állandó (9,81 m/22), Cg a gördülési ellenállás együtthatója, Cf a belső súrlódási együttható (általában 0,1), Ca a légellenállási együttható, A a jármű szél felőli oldalának felülete, ρ a légsűrűség.

## Megközelítések
Az alábbi képleteket szokták használni a VSP megközelítésére:

### Személygépkocsi
{\displaystyle {VSP}=(1,1\cdot {a}+9,81\cdot {r}+0,132)\cdot {v}+0,000302\cdot {v}^{2}}
Ahol a a gyorsulás, v a sebesség, r az út meredeksége (emelkedés/hossz).

### Teherautó, busz
{\displaystyle {VSP}=({k_{1}}\cdot {m}\cdot {a}+9,81\cdot {r}+0,132)\cdot {v}+{k_{2}}\cdot {m}\cdot {v}^{2}}
Ahol m a jármű tömege kilogrammban, k1 = 4·10-4, k2 = 2,67·10-7.
Üresjáratban a VSP általában 0-1. A személygépkocsik legfennebb kb. 30-40 W/kg VSP-re képesek, a nagyjárművek akár több százra. Lejtőn haladva a VSP negatív is lehet.

## Alkalmazása
Kiszámítva a VSP-t (W/kg), megbecsülhető az egységnyi idő (másodperc) alatt elégetett fosszilis üzemanyag mennyisége (liter) a következő táblázattal:
| VSP (W/kg) | fogyasztás (l/s) | fogyasztás (l/s) |
| VSP (W/kg) | benzin           | dízel            |
| ---------- | ---------------- | ---------------- |
| < -2       | 0,00012440       | 0,00011160       |
| -2...0     | 0,00018660       | 0,00016740       |
| 0...1      | 0,00020526       | 0,00018414       |
| 1...4      | 0,00062200       | 0,00055800       |
| 4...7      | 0,00083970       | 0,00075330       |
| 7...10     | 0,00115070       | 0,00103230       |
| 10...13    | 0,00143060       | 0,00128340       |
| 13...16    | 0,00167940       | 0,00150660       |
| 16...19    | 0,00199040       | 0,00178560       |
| 19...23    | 0,00227030       | 0,00203670       |
| 23...28    | 0,00273680       | 0,00245520       |
| > 28       | VSP × 0,0000977  | VSP × 0,0000877  |

Az elfogyasztott üzemanyag mennyiségéből kiszámítható a kibocsátott szén-dioxid mennyisége:
- Benzinmotornál 1 liter benzin elégetésével 2390 gramm CO2 szabadul fel
- Dízelmotornál 1 liter gázolaj elégetésével 2640 gramm CO2 szabadul fel

### Példa
Ha egy személyautó egy r = 10%-os emelkedőn megy felfelé v = 50 km/h (14 m/s) állandó sebességgel (gyorsulás nélkül), akkor az autókra alkalmazott megközelítés alapján:
VSP = (1,1 × 0,0 + 9,81 × 0,1 + 0,132) × 14 + 0,000302 × 142 = 15,64 W/kg
Ha benzinüzemű, akkor ez az eset (13 és 16 közötti VSP) 0,00167940 liter/másodpercnek felel meg, tehát egy óra alatt 6,05 liter benzint éget el (vagyis a pillanatnyi fogyasztás 100 km-n 12,1 liter) és 14,5 kg CO2-t bocsát ki. Emelkedő nélküli, vízszintes úton a VSP 1,9, vagyis a pillanatnyi fogyasztás 100 km-n 4,5 liter lenne.
Egy útvonalon elhasznált üzemanyag (és a kibocsátott CO2) kiszámítható, ha az útvonalat kis részekre osztjuk (konstans meredekség, konstans sebesség és gyorsulás), majd összeadjuk az értékeket.
Környezettudatos útvonal tervezéséhez úgy használható fel, hogy egy Dijkstra-algoritmus gráfjának minden éléhez az optimális utazási sebességből kiszámított üzemanyagfogyasztást rendeljük hozzá (távolság vagy idő helyett).